# カナダの大学一覧
これはカナダの大学の一覧である。

## アルバータ州

### 公立大学
- アルバータ大学（英語、仏語）、エドモントン
- グラントマキュアン大学（英語）、エドモントン
- カルガリー大学（英語）、カルガリー
- マウント・ロイヤル大学（英語）、カルガリー
- レスブリッジ大学（英語）、レスブリッジ
- アサバスカ大学（英語）、アサバスカ

## オンタリオ州

### 公立大学
- オンタリオ美術デザイン大学（英語）、トロント
- ライアソン大学（英語）、トロント
- トロント大学（英語）、トロント
- ヨーク大学（英語、仏語）、トロント
- カールトン大学（英語）、オタワ
- オタワ大学（仏語、英語）、オタワ
- ドミニカン大学（仏語、英語）、オタワ
- セントポール大学（仏語、英語）、オタワ
- クイーンズ大学（英語）、キングストン
- カナダ王立軍事大学（英語、仏語）、キングストン
- ウォータールー大学（英語）、ウォータールー
- ウィルフリッド・ローリエ大学（英語）、ウォータールー
- アルゴマ大学（英語）、スーセントマリー
- ブロック大学（英語）、セントキャサリンズ
- レイクヘッド大学（英語）、サンダーベイ、オリリア
- ローレンシャン大学（英語、仏語）、サドバリー
- マックマスター大学（英語）、ハミルトン
- ニピシン大学（英語）、ノースベイ
- トレント大学（英語）、ピーターボロ
- ゲルフ大学（英語、仏語）、ゲルフ
- オンタリオ工科大学（英語）、オシャワ
- ウェスタンオンタリオ大学（英語）、ロンドン
- ウィンザー大学（英語）、ウィンザー

### 私立大学
- ティンデール神学大学（英語）、トロント
- レディーマー大学（英語）、アンカスター

## ケベック州

### 公立大学
- ビショップス大学（英語）、シェルブルック
- シェルブルック大学（仏語）、シェルブルック
- ラヴァル大学（仏語）、ケベック・シティ
- コンコルディア大学（英語）、モントリオール
- マギル大学（英語）、モントリオール
- モントリオール大学（仏語）、モントリオール
  - モントリオール理工科大学（仏語）、モントリオール
  - モントリオール商科大学（仏語）、モントリオール
- ケベック大学（仏語）
  - ケベック大学モントリオール校（仏語）、モントリオール
  - ケベック大学アビチビ・テミスカミング校（仏語）、ルーイン-ノランダ、ヴァル-ドーロ 他
  - ケベック大学ウタウエ校（仏語）、ガティノー
  - ケベック大学シクチミ校（仏語）、サグネ
  - ケベック大学リムスキ校（仏語）、リムスキ
  - ケベック大学トロワ・リヴィエール校（仏語）、トロワ・リヴィエール
  - ケベック大学州立科学研究所（仏語）、ケベック・シティ
  - ケベック大学州立行政学院（仏語）、ケベック・シティ
  - ケベック大学高等工科大学（仏語）、モントリオール

## サスカチュワン州

### 公立大学
- カナダ・ファースト・ネーションズ大学（英語）、レジャイナ
- レジャイナ大学（英語）、レジャイナ
- サスカチュワン大学（英語）、サスカトゥーン

## ニューファンドランド・ラブラドール州

### 公立大学
- ニューファンドランドメモリアル大学（英語）、セントジョンズ、コーナーブルック

## ニューブランズウィック州

### 公立大学
- セント・トーマス大学（英語）、フレデリクトン
- ニューブランズウィック大学（英語）、フレデリクトン、セントジョン
- モンクトン大学（仏語）、モンクトン
- マウント・アリソン大学（英語）、サックヴィル

### 私立大学
- クランダール大学（英語）、モンクトン
- ベサニー聖書大学（英語）、サセックス
- セント・スティーブン大学（英語）、セント・スティーブン

## ノバスコシア州

### 公立大学
- ダルハウジー大学（英語）、ハリファックス
- マウント・セント ビンセント 大学（英語）、ハリファックス
- ノバスコシア美術デザイン大学（英語）、ハリファックス
- セント・メアリーズ大学（英語）、ハリファックス
- キングスカレッジ大学（英語）、ハリファックス
- アカディア大学（英語）、ウォルフヴィル
- ケープブレトン大学（英語）、シドニー
- セントフランシスゼイヴィアー大学（英語）、アンティゴニッシュ
- サント＝アンヌ大学（仏語）、ポワン・ドゥ レグリス（チャーチ・ポイント）
- ノバスコシア農業大学（英語）、バイブルヒル

### 私立大学
- 大西洋神学大学（英語）、ハリファックス

## ブリティッシュコロンビア州

### 公立大学
- キャピラノ大学（英語）、ノースバンクーバー
- サイモンフレーザー大学（英語）、バーナビー、サレー、バンクーバー
- エミリー・カー美術大学（英語）、バンクーバー
- ブリティッシュコロンビア大学（英語）、バンクーバー、ケロウナ
- クワントレン工科大学（英語）、リッチモンド、サレー、ラングリー、クローバーデール
- ロイヤルローズ大学（英語）、ビクトリア
- ビクトリア大学（英語）、ビクトリア
- トンプソンリバーズ大学（英語）、カムループス
- フレーザーバレー大学（英語）、アボッツフォード
- ノーザンブリティッシュコロンビア大学（英語）、プリンスジョージ
- バンクーバーアイランド大学（英語）、ナナイモ

### 私立大学
- フェアリー・ディキンソン大学（英語）、バンクーバー
- クエスト大学（英語）、スカーミッシュ
- トリニティウエスタン大学（英語）、ラングリー)
- カナダウエスト大学（英語）、ビクトリア

## プリンスエドワードアイランド州

### 公立大学
- プリンスエドワードアイランド大学（英語）、シャーロットタウン

## マニトバ州

### 公立大学
- マニトバ大学（英語、仏語）、ウィニペグ
- ウィニペグ大学（英語）、ウィニペグ
- サン・ボニファス大学（仏語）、ウィニペグ
- ブランドン大学（英語）、ブランドン

### 私立大学
- カナディアン・メノナイト大学（英語）、ウィニペグ